# منزل ملا محمد ترشيزي
منزل ملا محمد ترشيزي (بالفارسية: خانه کلبادی) هو منزل تاريخي يعود إلى عصر دولة بهلوية، ويقع في سبزوار.